# Kulargebirge
Der Kulargebirge (russisch Горы Кулар, jakutisch Кулар сис), auch Kularkamm (Хребет Кулар) genannt, ist eine bis 1302 m hohe, etwa 380 km lange Gebirgskette des Ostsibirischen Berglands, jeweils im Nordosten der Republik Sacha (Jakutien) sowie von Sibirien und Russland (Asien).

## Geographische Lage
Das Kulargebirge liegt als felsige Gebirgskette durchschnittlich rund 300 km nördlich des nördlichen Polarkreises. In Südwest-Nordost-Richtung verlaufend stößt es im Nordosten an das jenseits der Jana gelegene Kjundjuljun-Gebirge, das in dieser Richtung und nach Norden zum Jana-Indigirka-Tiefland (Westteil des Ostsibirischen Tieflands) überleitet. In dieses Tiefland fällt es über seinen Ausläufer Ulachan-Sis-Kamm auch nach Norden ab. Nach Osten und Südosten leitet die Landschaft jenseits der Jana zum etwas entfernten Tscherskigebirge über und nach Süden, Südwesten und Westen in das auch etwas entfernten Werchojansker Gebirge, das sich insbesondere jenseits bzw. westlich des das Kulargebirge passierenden Omoloi erstreckt.
Der höchste Berg ist eine namenlose Erhebung (1302 m) im Nordnordostteil des Gebirges.

## Geologie und Flora
Geologisch betrachtet besteht das Kulargebirge aus Glimmerschiefer und Sandstein und im Norden aus Graniten. Zudem sind Ablagerungen von Gold und Zinn vorhanden. Aufgrund der Nähe der arktischen Laptewsee herrscht Permafrostboden vor mit für die Tundra typischer Vegetation aus Moosen und Flechten. In den tieferen Regionen wachsen in einigen Bereichen Wälder aus Lärchen.

## Ortschaften
Das Innere des Kulargebirges ist unbewohnt. Jedoch liegt an seinem Nordnordostende im Tal der Jana das Dorf Ust-Kuiga, und Kular (bis 1998 Bergbausiedlung) befindet sich in den Nordausläufern des Ulachan-Sis-Kamms. Südöstlich liegt Kustur, südlich liegen Emenderjan und Batagai-Alyta und westlich am Omoloi Namy.